# رلتیویتی مدیا
رلتیویتی مدیا (انگلیسی: Relativity Media) شرکت رسانه‌ای آمریکایی است، که در سال ۲۰۰۴ تأسیس شد.